# Florești (gmina w okręgu Mehedinți)
Florești – gmina w Rumunii, w okręgu Mehedinți. Obejmuje miejscowości Copăcioasa, Florești, Gârdoaia, Livezi, Moșneni, Peșteana, Peștenuța, Stroești i Zegujani. W 2011 roku liczyła 2603 mieszkańców.